# Uve Schmidt
Uve Schmidt (* 14. November 1939 in Lutherstadt Wittenberg; † 20. Mai 2021) war ein deutscher Schriftsteller.

## Leben
Uve Schmidt wurde als einziges Kind des Kaufmanns Hans Schmidt und dessen Ehefrau, der Putzmachermeisterin Anneliese (geb. Kettlitz), geboren. Als 15-jähriger Oberschüler floh er aus der DDR nach West-Berlin, besuchte dort das Gymnasium und begann ein Studium an der Hochschule für Bildende Künste. Vom Winter 1959 bis 1963 war er als Hospitant bei Vauo Stomps in Stierstadt am Taunus tätig. 1963 heiratete er in München die Bühnentänzerin Sabine Ebner, der er 1964 in ihr erstes Engagement an das Landestheater Linz (Österreich) folgte.
Im selben Jahr lehnte Schmidt das ihm angetragene Villa-Massimo-Stipendium ab, da seinerzeit Ehepartner als Begleitpersonen vor Ort unerwünscht waren; als Kompensation erhielt er ein Reisestipendium des Auswärtigen Amtes. 1967 kehrten die Schmidts nach Deutschland zurück; in der Folge wurden eine Tochter und ein Sohn geboren. Von da an wohnte und arbeitete Uve Schmidt hauptsächlich als freier Schriftsteller in Frankfurt am Main. Er starb im Mai 2021 im Alter von 81 Jahren.

## Wirken
Schmidt war ein äußerst vielseitiger Schriftsteller; neben seinen lyrischen und epischen Publikationen, Hörspielen, Drehbüchern und Nachdichtungen arbeitete er für die Werbung, den Kunstbetrieb und die Presse. Uve Schmidts Lyrik und Prosa zeichnen sich durch ein weitgefächertes soziales Wahrnehmungsvermögen sowie einen oft schonungslosen Blick auf Details als Bausteine des großen Ganzen aus, ob Erdteil oder Eckkneipe. Dabei entwickelte sich Schmidts poetische Position vom echten Erstaunen und reiner Empörung (das Frühwerk) über das Engagement (der politische Autor) zur ungeschönten Erkenntnis, was ihm den Vorwurf des Zynismus eintrug.
Von einem Rezensenten wurde Uve Schmidt als „Meister der humanen Zynik“ beschrieben, als „die beste Medizin gegen Erdschmerz und Weltekel.“ Unter verschiedenen Pseudonymen verfasste und edierte er diverse Erotika; 1982 gründete er mit Claudia Gehrke Mein heimliches Auge/Das Jahrbuch der Erotik im konkursbuch Verlag Tübingen. Ab 2004 schrieb Schmidt bei Glanz & Elend seine Online-Kolumne Volk ohne Traum, ab 2013 Uve Schmidt’s Kalenderblatt.

## Werkauswahl
1. Mit Rattenflöten (Gedichte), Eremitenpresse, Stierstadt am Taunus, 1960
2. Die Eier (Kurzroman), Eremitenpresse, Stierstadt am Taunus, 1961
3. Spielgebein (Prosa), Gulliver-Press, Bad Homburg, 1961
4. Pupenpalmarum (Gedichte), Uhlenpresse, Essen, 1962
5. Schöne Gegend mit Figuren (Lyrik und Prosa), Luchterhand, Neuwied und Berlin, 1965
6. Frankfurter Buchmessbuch (Brettl-Lyrik), Folio-Verlag, Oberursel, 1978
7. Ende einer Ehe (Tagebuchroman), MÄRZ, by Zweitausendeins/rororo, Jossa/Frankfurt/M., 1978 und Rowohlt, 1985
8. Kinder einer Ehe (Tagebuchroman), dito s. o., Jossa/Frankfurt/M., 1979 und Rowohlt, 1985
9. Die Russen kommen (Roman), Haffmans-Verlag, Zürich, 1982
10. Holunderbluten (Deutsche Nachkriegssagen), Eichborn, Frankfurt/M., 1984
11. Ei häwwe dream (Lyrische Prosa), Eremitenpresse, Düsseldorf, 1984
12. Abendmahl der Aphroditen (Prosa), Edition Roborg, Hanau, 1986
13. Deutsche Mädels (Gedichte und Geschichten), Maroverlag, Augsburg, 1987
14. Liebe und Tod (Erzählgedichte), Koren & Debes, Frankfurt/M., 1991
15. Maskerade (Gedichte), Patio, Neu-Isenburg, 1993
16. Freudsland (Psychopoema), Merlin Verlag, Gifkendorf und Hamburg, 1994
17. Sex ist dof (Reden und Aufsätze), Claudia Gehrke Verlag, Tübingen, 1996
18. Hitler im Himmel (Gedichte & Episteln), Druckhaus Galrev, Berlin, 1998
19. Kehraus Karhundert / Der Kode des Kain (Traktat), Merlin Verlag, Giffkendorf/Hamburg, 1999
20. Abendlanddämmerung (Gedichte), Druckhaus Galrev, Berlin, 2001
21. Unterm Halbmond (Erzählung), Edition Mariannenpresse, Berlin, 2003
22. Kunst aus Stellung (Essay), Zwischenruf, Mainz, 2005
23. Credo (Gedichte), Corvinus Presse, Berlin, 2006
24. Welt unter (Gedichte), mit Grafiken von Bernhard Jäger, Corvinus Presse, Berlin 2012